# Gerald Murphy
Gerald Cleary Murphy (* 26. März 1888 in Boston, Suffolk County, Massachusetts; † 17. Oktober 1964 in East Hampton, Suffolk County, New York) war ein US-amerikanischer Maler und Geschäftsmann.

## Leben
Gerald Murphy war der Sohn des Gründers der 1845 gegründeten Mark Cross Company, einem Fachgeschäft für Lederwaren in New York. Nach seinem Abschluss an der Yale University im Jahr 1912 studierte er zwei Jahre lang Landschaftsarchitektur an der Harvard University, bevor er 1921 nach Paris zog. Dort entschied er sich angesichts seiner Begeisterung für die Werke von Picasso, Braque und Juan Gris, selbst Maler zu werden. Er nahm kurzzeitig Unterricht bei der russischen Emigrantin Natalja Gontscharowa, bevor er seinen eigenen Stil entwickelte.

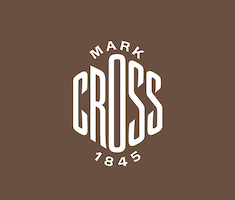
Mark Cross 1845

Gerald Murphy und seine Frau Sara Wiborg, die er 1915 geheiratet hatte, ließen sich drei Jahre später in der Villa America in Antibes nieder. Dort empfingen sie Gäste und veranstalteten Partys. Gerald wurde ein angesehener Maler und Bühnenbildner. Er malte Kulissen für Serge Diaghilevs Ballette sowie für das Ballett Within the Quota (1923) von Cole Porter. Sowohl Gerald als auch Sara interessierten sich leidenschaftlich für die Kunst-, Literatur- und Musikströmungen dieser Zeit, und ihre Villa America wurde zu einem Salon. Pablo Picasso hat Sara mehrfach porträtiert.
Im Laufe der 1920er Jahre schuf er sein gesamtes künstlerisches Werk. Mit dem Ausbruch der Wirtschaftskrise, der Erkrankung seines Sohnes Patrick an Tuberkulose und dessen späterem Tod beendete er im Jahr 1928 seine künstlerische Tätigkeit, kehrte in die USA zurück und übernahm das Familienunternehmen Mark Cross. Dort blieb er bis zu seiner Pensionierung im Jahr 1956. Gerald Murphy starb am 17. Oktober 1964 in East Hampton auf Long Island.

## Werk
Gerald Murphy malte in einem scharfkantigen, präzisions- und kubistisch geprägten Stil. In seinen überdimensionierten, abstrahierten Kompositionen präsentierte er alltägliche, oft konsumorientierte Objekte.
Bekannte Werke
- Razor (1924): Darstellung eines Rasierers, eines Füllfederhalters und einer Streichholzschachtel.
- Watch (1925): Ein großformatiges Stillleben, das das Innenleben einer Uhr detailliert zeigt. Beide Werke sind Teil der Sammlung des Dallas Museum of Art.
- Cocktail (1927): Während seiner nur siebenjährigen Karriere als Künstler schuf Gerald Murphy lediglich etwa vierzehn Gemälde. Eines der wichtigsten ist das kühne, stilisierte Stillleben „Cocktail“, das aus flachen geometrischen Formen, sich überlappenden Figuren und räumlich unlogischen Gegenüberstellungen besteht. Das Gemälde ist ein Andenken an den urbanen, mondänen Lebensstil der Jazz-Ära. Mit seinen formalen Qualitäten erinnert es sowohl an den französischen Kubismus als auch an die industrielle Ästhetik der amerikanischen Präzisionisten. „Cocktail“ zeichnet sich jedoch auch durch seinen einzigartigen autobiografischen Ansatz aus. Die dargestellten Utensilien eines typischen Bartabletts aus den 1920er Jahren basieren auf Murphys Erinnerung an die Barutensilien seines Vaters. Die fünf Zigarren stehen für den Künstler, seine Frau und ihre drei Kinder. Die illusionistische Darstellung des Deckels der Schachtel, deren Fertigstellung allein vier Monate dauerte, zeigt eine Frau in einem Gewand, umgeben von Gegenständen, die auf Murphy selbst anspielen, darunter ein Boot (er war ein begeisterter Segler) und eine Künstlerpalette.